# Cantsfield
Cantsfield is een civil parish in het bestuurlijke gebied City of Lancaster, in het Engelse graafschap Lancashire met 76 inwoners.